# Đinh Thế Nam
Đinh Thế Nam (sinh ngày 30 tháng 04 năm 1965 tại Hải Phòng) là cựu cầu thủ và huấn luyện viên bóng đá người Việt Nam, hiện đang là tổ trưởng tổ huấn luyện nâng cao của Trung tâm Đào tạo Bóng đá trẻ PVF.

## Sự nghiệp cầu thủ
Đinh Thế Nam từng khoác áo Phòng không Không quân, Thể Công, Công An Hải Phòng khi còn là cầu thủ. Ông cũng là thành viên của đội tuyển Việt Nam từ 1985 đến 1995.

## Sự nghiệp huấn luyện viên
Năm 2004, Đinh Thế Nam trở thành thuyền trưởng của Mitsustar Hải Phòng thay thế Luis Alberto và rời vị trí đó vào năm 2005. Năm 2009, ông được chọn làm huấn luyện viên tạm quyền của Xi măng Hải Phòng sau khi Alfred Riedl bị sa thải nhưng phải xuống làm trợ lý để nhường vị trí cho Vương Tiến Dũng sau đó ít thời gian. Sau khi chia tay Hải Phòng, ông chuyển sang làm công tác đào tạo trẻ cho Hà Nội T&T, Viettel và PVF.
Năm 2022, ông giành chức vô địch U-23 Đông Nam Á 2022 trên cương vị huấn luyện viên của U-23 Việt Nam. Ông cũng được chọn làm huấn luyện viên U-19 Việt Nam tham dự giải U-19 Đông Nam Á 2022.

## Danh hiệu

### Cầu thủ
Thể Công
- Giải vô địch quốc gia:
  - Vô địch: 1990
  - Á quân: 1989

Công An Hải Phòng
- Vô địch Cúp Quốc gia: 1995

### Huấn luyện viên
U-15 Viettel
- Vô địch U-15 quốc gia: 2015

U-16 Việt Nam
- Á quân U-16 Đông Nam Á: 2016

U-19 Việt Nam
- Hạng ba

U-23 Việt Nam
- Vô địch U-23 Đông Nam Á: 2022